# Електричні іскри
Електричні іскри (краплі металу) виникають при проходженні електричного струму крізь повітря.

## Фізика процесу
Під дією електричного поля повітря між контактами іонізується, і за деякої величини напруги починається тліючий розряд. За збільшення напруги тліючий розряд переходить в іскровий. Дуги виникають за великої потужності іскрового розряду. Іскріння і дуги спостерігаються завжди за наявності малого повітряного проміжку між провідниками зі струмом (вимикачі, щітки, поганий контакт тощо).

## Електричні іскри приКЗ
Електричні іскри (краплі металу) утворюються, зокрема, при коротких замиканнях електричних провідників. Розмір розпечених часток металу при КЗ електропроводки може досягати 3 мм.
При КЗ іскри вилітають у всіх напрямках, і їхня швидкість не перевищує 10 м/с. Зона розльоту часток при КЗ залежить від висоти розташування проводу, початкової швидкості польоту часток, кута вильоту й носить імовірнісний характер. За висоти розташування проводу 10 м імовірність влучення часток на відстань 9 м становить 0,06; 7 м — 0,45; 5 м — 0,92; за висоти розташування 3 м імовірність влучення часток на відстань 8 м становить 0,01; 6 м — 0,29; 4 м — 0,96; а за висоти 1 м імовірність розльоту часток на 6 м — 0,06; 5 м — 0,24; 4 м — 0,66 і 3 м — 0,99.
Температура розпечених часток залежить від виду металу й не може бути меншою за температуру його плавлення. Температура часток алюмінію при КЗ досягає +2500 ºС.
Слід зауважити, що під час КЗ електричні іскри, як правило, встигають утворитись до моменту спрацювання апаратів захисту, і тому ймовірність займання легкозаймистих речовин і матеріалів при КЗ є достатньо високою.